# Siemens NX
NX, abans conegut com "Unigraphics", és un CAD / CAM / CAE avançat de gamma alta, propietat des de 2007 de Siemens Digital Industries Software. L'any 2000, Unigraphics va comprar SDRC I-DEAS i va començar un esforç per integrar aspectes d'ambdós paquets de programari en un sol producte que es va convertir en Unigraphics NX o NX.
S'utilitza, entre altres tasques, per a:
- Disseny (modelat paramètric i directe sòlid/superfície)
- Anàlisi d'enginyeria (estàtica; dinàmica; electromagnètica; tèrmica, mitjançant el mètode d'elements finits; i fluid, mitjançant el mètode de volum finit).
- Disseny acabat de fabricació mitjançant mòduls de mecanitzat inclosos.

NX és un competidor directe de CATIA, Creo i Autodesk Inventor.

## Història
1972: United Computing, Inc. llança UNIAPT, un dels primers productes CAM d'usuari final del món.
1973 : L'empresa compra el codi de programari de dibuix i mecanitzat automatitzats (ADAM) a MCS el 1973. El codi es va convertir en la base d'un producte anomenat UNI-GRAPHICS, que després es va vendre comercialment com a Unigraphics el 1975.
1976 McDonnell Douglas Corporation compra United Computing.
1983: es llança UniSolids V1.0, que marca la primera oferta de programari de modelatge sòlid interactiu real del sector.
1991: Durant un període de dificultats financeres, McDonnell Douglas Automation Company (McAuto) ven la seva organització de serveis comercials, inclosa l'organització i el producte Unigraphics, a EDS, que en aquell moment és propietat de GM. Unigraphics es converteix en el sistema CAD corporatiu de GM.
1992: s'estan utilitzant més de 21.000 seients d'Unigraphics a tot el món.
1996: Unigraphics V11.0 es publica amb millores en disseny i modelatge industrial, com ara la superfície del pont, l'anàlisi de la curvatura per a corbes i superfícies, combinacions de cares, superfície de compensació variable, etc., i Anàlisi de liquidació entre múltiples components. També s'inclou un full de càlcul totalment integrat vinculat al modelatge basat en funcions.
2002 Primer llançament de la nova versió "Next Generation" d'Unigraphics i I-DEAS, anomenada NX, començant la transició per reunir les funcionalitats i les capacitats d'Unigraphics i I-DEAS en un sol producte consolidat.
2007 Introducció de la tecnologia síncrona a NX 5.
Llançament de 2011 de NX8 el 17 d'octubre de 2011
Llançament de 2013 de NX9 (només x64) el 14 d'octubre de 2013

## Funcions clau
- Disseny assistit per ordinador (CAD) (Disseny)
  - Modelat sòlid paramètric (modelat directe i basat en funcions )
  - Modelatge de superfícies de forma lliure, superfícies de classe A.
  - Enginyeria inversa
  - Estilisme i disseny industrial assistit per ordinador
  - Informació de producte i fabricació (PMI)
  - Informes i anàlisi, verificació i validació
  - Reutilització del coneixement, inclosa l'enginyeria basada en el coneixement
  - Disseny de xapa
  - Modelatge de muntatges i maqueta digital
  - Encaminament de cablejat elèctric i canonada mecànica
- Enginyeria assistida per ordinador (CAE) (Simulació)
  - Anàlisi de tensions / mètode d'elements finits (FEM)
  - Cinemàtica
  - Dinàmica computacional de fluids (CFD) i anàlisi tèrmica
- Fabricació assistida per ordinador (CAM) (Manufactura)
  - Programació de control numèric (NC).

## Arquitectura
NX utilitza Parasolid per al seu nucli de modelatge geomètric i D-Cubed com a motor associatiu per a les restriccions de dibuix i muntatge, així com utilitza JT (format de visualització) per a dades lleugeres i Multi-CAD.